# Botschaft der Republik Bulgarien (Bonn)

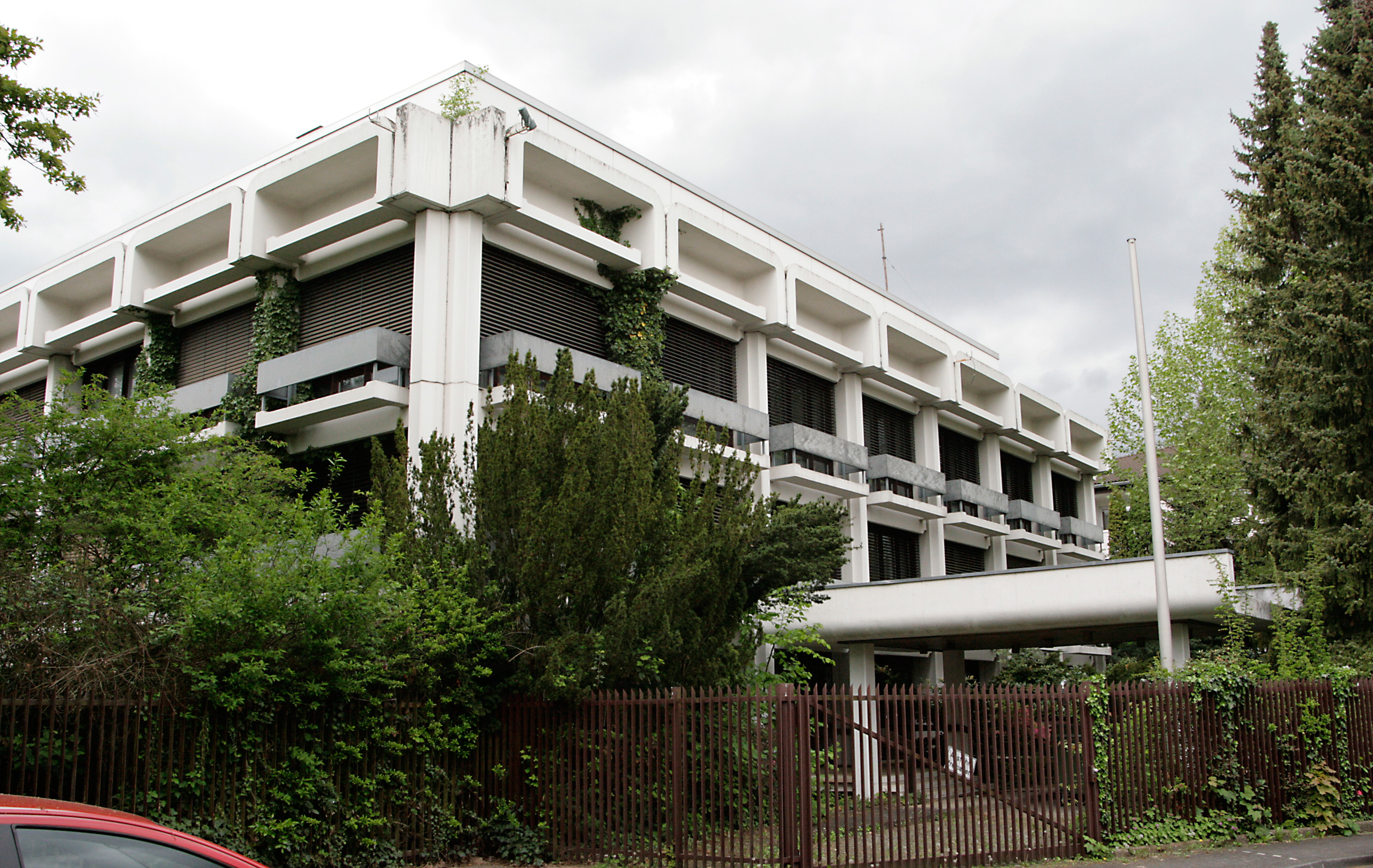
Ehemaliges Kanzleigebäude der bulgarischen Botschaft (2013)

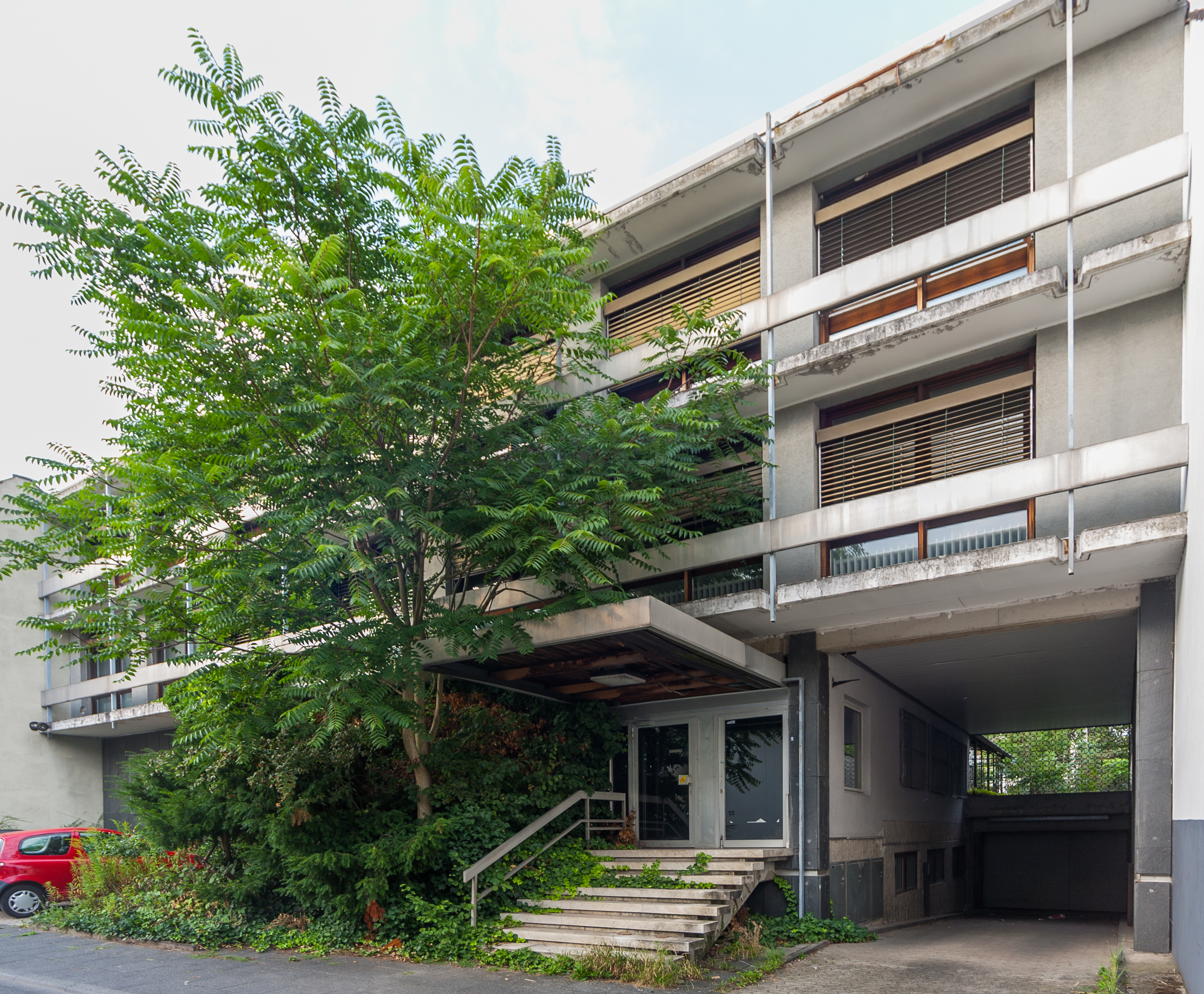
Ehemaliges Gebäude der bulgarischen Handelsvertretung (2013)

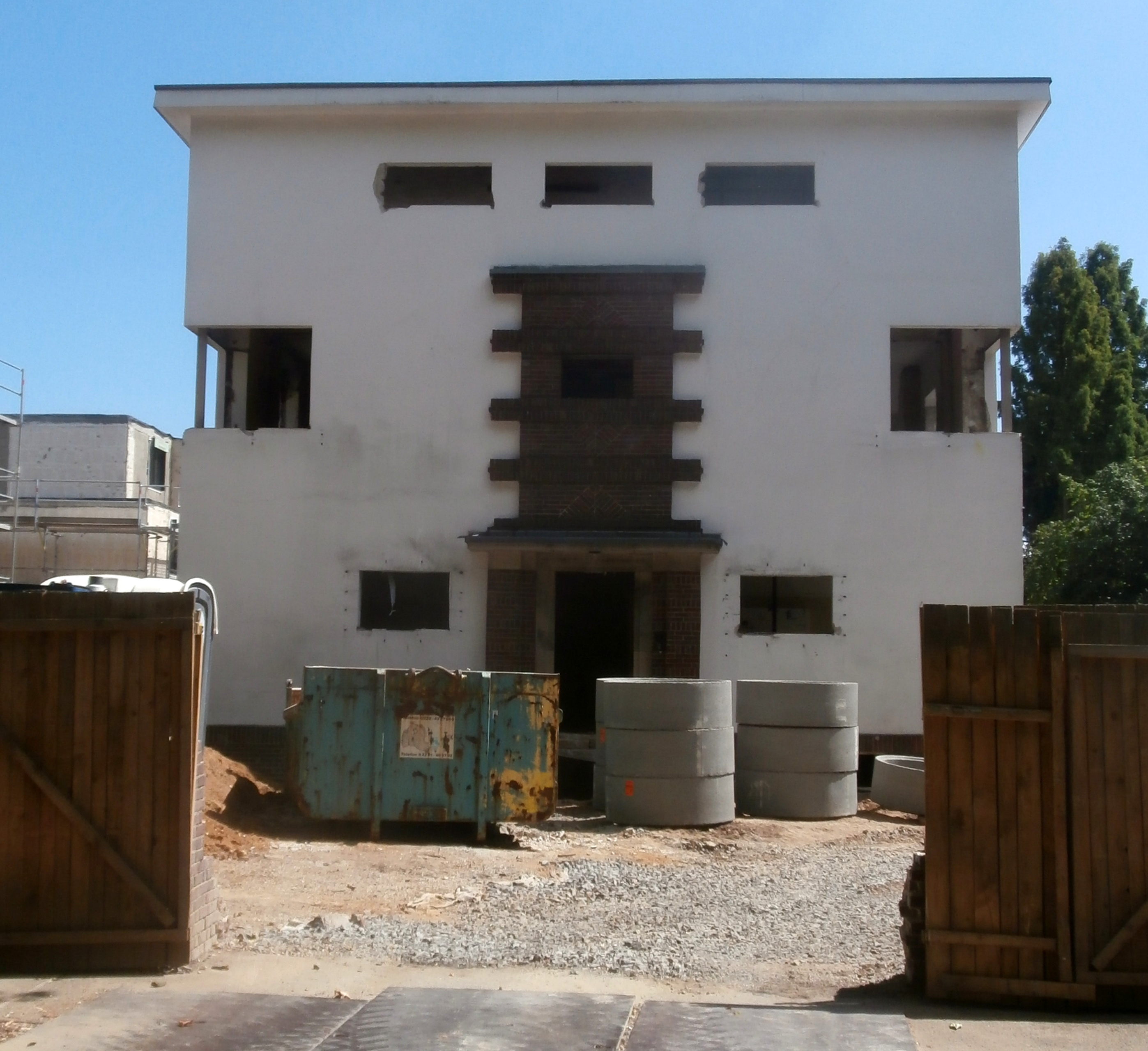
Ehemalige Residenz der bulgarischen Botschaft, Am Arndtplatz 8 (2013)

Die Botschaft der Republik Bulgarien in der Bundesrepublik Deutschland (bis 1990 Volksrepublik Bulgarien) hatte von 1975 bis 1999 ihren Sitz im Bonner Stadtbezirk Bad Godesberg, mit einer Außenstelle bis 2012. Die ehemaligen Kanzleigebäude der Botschaft, errichtet 1974/75, lagen im Ortsteil Plittersdorf nahe dem Rheinufer an den Straßen Auf der Hostert (Hausnummer 6) und Am Büchel (Hausnummern 15/17). Im Zuge der Schließung der Außenstelle wurden sie verkauft und im Frühjahr 2014 abgebrochen.

## Geschichte

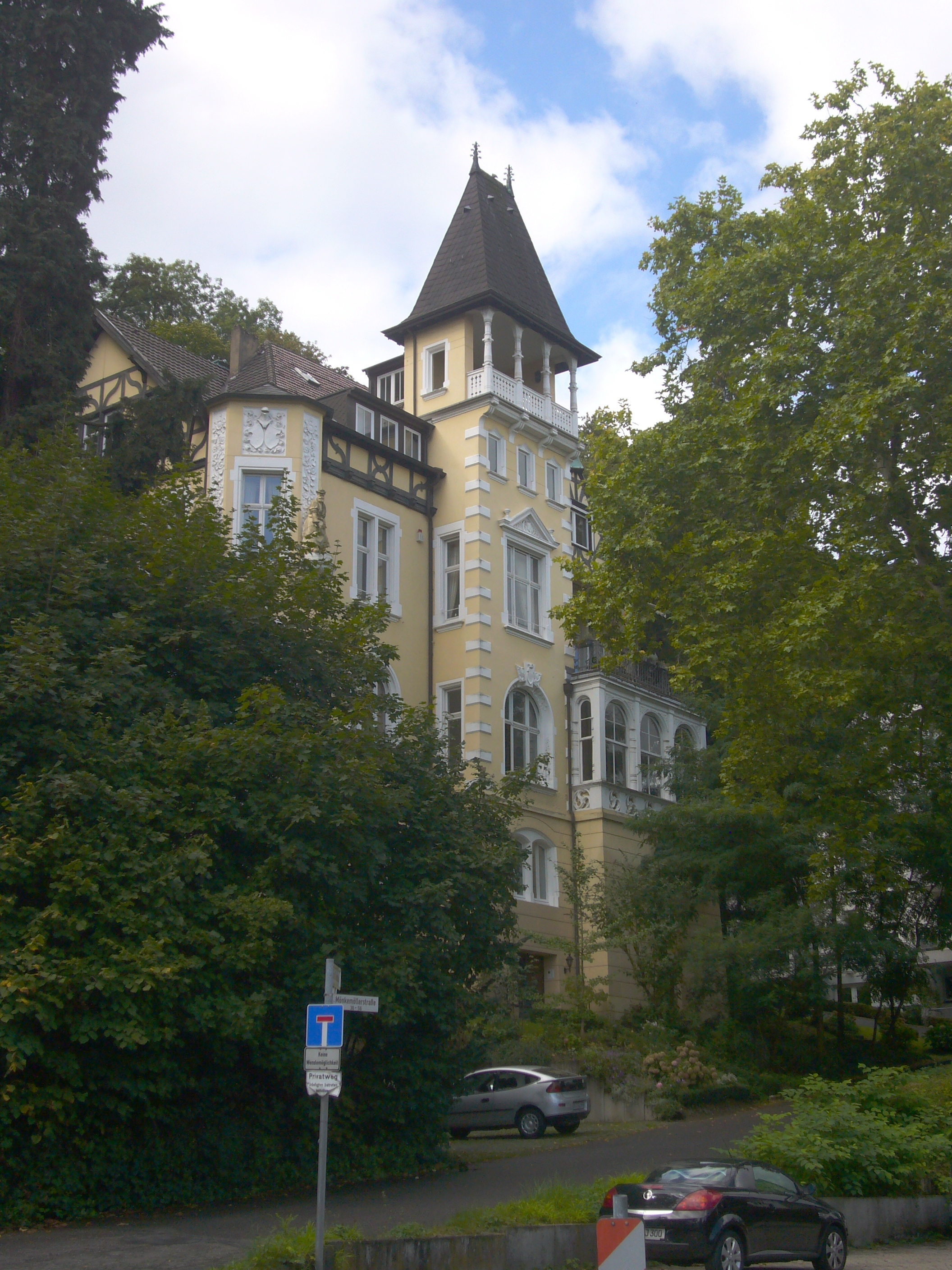
Villa Mönkemöller, erster Sitz der bulgarischen Botschaft in Bonn

Bulgarien und die Bundesrepublik Deutschland richteten auf Basis eines Abkommens vom 6. März 1964 gegenseitige Handelsvertretungen ein. In Frankfurt am Main bestand bereits eine inoffizielle bulgarische Handelsvertretung, die mit Inkrafttreten des Abkommens einen offiziellen Status als Regierungsbehörde erhielt. Zum 1. April 1973 wurde die Handelsvertretung nach Bonn verlegt, wo sie sich in der 1904 erbauten Villa Mönkemöller (Mönkemöllerstraße 37) im Ortsteil Dottendorf niederließ. Nach der offiziellen Aufnahme diplomatischer Beziehungen zwischen beiden Ländern am 21. Dezember 1973 eröffnete Bulgarien eine Botschaft am Regierungssitz Bonn. Die Kanzlei der Botschaft nahm ihren Sitz am Standort der Handelsvertretung, die Konsularabteilung der Botschaft im Bad Godesberger Ortsteil Plittersdorf (Büchelstraße 17; heute Am Büchel). Als Residenz der Botschaft, Wohnsitz des Botschafters, diente ein Anwesen im Bad Godesberger Ortsteil Muffendorf (Klosterbergstraße 56).
Im Vorfeld der Aufnahme diplomatischer Beziehungen begann die bulgarische Regierung mit Planungen für einen Neubau von Botschaftskanzlei und Handelsvertretung im Bonner Stadtbezirk Bad Godesberg, dem räumlichen Schwerpunkt der diplomatischen Vertretungen. Zu diesem Zweck erwarb Bulgarien 1974 ein entsprechendes Grundstück mit einer Größe von 2.500 m² im Ortsteil Plittersdorf. Mit dem Entwurf für die Neubauten wurde der bulgarische Architekt Georgi Mejdouretchki beauftragt. Der erste Spatenstich für die beiden neuen Botschaftsgebäude – jeweils eines für die Kanzlei und die Handelsvertretung – erfolgte im Juni 1974, sie nahmen Kosten in Höhe von 4,5 Millionen D-Mark in Anspruch; fertiggestellt waren sie bis Anfang 1976. Für die bulgarischen Botschaftsmitarbeiter entstand 1978/79 an der Ecke Herderstraße/Am Arndtplatz im Godesberger Villenviertel ein Wohnblock („Bulgarenblock“) auf einer Grundstücksfläche von über 3.000 m², bestehend aus fünf Häusern mit 30 Wohnungen. Als Residenz der Botschaft diente ab 1980 die dem Bulgarenblock unmittelbar benachbarte Villa Am Arndtplatz 8. Die Abteilung für konsularische Angelegenheiten der Botschaft war zuletzt (Stand: 1995) im Gebäude der Handelsvertretung untergebracht.
Im Zuge der Verlegung des Regierungssitzes nach Berlin (1999) zog die bulgarische Botschaft Mitte August 1999 dorthin um (→ Bulgarische Botschaft in Berlin). In Bonn wurde eine Außenstelle der Botschaft mit einer Konsularabteilung belassen; der Konsularbezirk umfasste die Länder Bremen, Hessen, Niedersachsen, Nordrhein-Westfalen und Rheinland-Pfalz. Das Gebäude der Handelsvertretung sowie ein Großteil des Bulgarenblocks standen nach Abschluss des Umzugs leer. Beide standen ab Sommer/Herbst 2010 zum Verkauf, letzterer wurde nach dem Ende 2010 erfolgten Verkauf ab Herbst 2011 entkernt. Die in Bonn verbliebene Außenstelle der Botschaft wurde im Rahmen einer 2011 eingeleiteten Restrukturierung des Netzwerks der diplomatischen und konsularischen Vertretungen des Landes im Sommer 2012 – die Konsularabteilung am 29. Juni 2012 und die Außenstelle als Ganzes endgültig zum 1. August 2012 – geschlossen. Mit ihrer endgültigen Schließung endete auch Ende Juli 2012 die Nutzung der früheren Botschaftsresidenz, die im selben Monat an den Besitzer des bereits zuvor veräußerten Bulgarenblocks verkauft wurde, durch Angehörige der Außenstelle; sie dient nach Abschluss einer Kernsanierung weiterhin Wohnzwecken. Die vormaligen Gebäude von Botschaftskanzlei und Handelsvertretung sowie ein benachbartes Wohnhaus waren ebenfalls Ende Juli 2012 in Privatbesitz veräußert worden und wurden im Frühjahr 2014 vollständig abgebrochen zugunsten einer bis Ende 2015 geplanten Neubebauung durch Wohnhäuser.

## Architektur
Die ehemaligen bulgarischen Botschaftsgebäude bestanden aus einem viergeschossigen Kanzleigebäude (mit zurückgesetztem Dachgeschoss), gelegen auf der dem Rhein abgewandten Seite der Straße Auf der Hostert, sowie einem dreigeschossigen Gebäude der Handelsvertretung mit rückwärtigem Anbau an der Straße Am Büchel. Beide Gebäude waren in schlichten Formen gehalten und über eine Tiefgarage sowie eine Terrasse miteinander verbunden. In dem Kanzleigebäude befand sich auch ein Kinosaal. Die Geschossfläche der beiden Bauten betrug etwa 3.000 m², wovon 895 m² auf die Handelsvertretung entfielen. Zu der Liegenschaft der Botschaft gehörte auch ein angrenzendes Mehrfamilienhaus mit einer Wohnfläche von rund 420 m², sodass sich eine gesamte Grundstücksfläche von 3777 m² ergab.